# Transskription (biologi)
 For alternative betydninger, se Transskription. (Se også artikler, som begynder med Transskription)
Transskription (ofte stavet transkription) (fra latin transcribere: kopiere, overføre) er processen, hvormed information fra DNA kopieres og overføres til RNA, og er det første led i syntesen af nye proteiner.
RNA molekyler, der dannes i transskriptionsprocessen, vil typisk kode for et protein, og kaldes i så tilfælde for budbringer-RNA eller messenger RNA (mRNA). Hvis et RNA molekyle ikke koder for et protein kaldes det for ikke-kodende RNA eller non-coding RNA (ncRNA). Sådanne molekyler kan have en regulerende rolle. En gruppe af meget små (typisk 22 nukleotider) ikke-kodende RNA er mikroRNA (miRNA).
Indenfor molekylærbiologi er transskription dannelsen af et polynukleotid, i næsten alle tilfælde RNA, ud fra et komplementært polynukleotid, der indgår i en organismes arvemasse og næsten altid består af DNA. Transskription finder sted i alle levende celler, og mange typer virus anvender også ofte en form for transskription når de inficerer en celle. I eukaryote organismer, såsom alle dyr og planter, foregår transskription i cellekernen, mens det i prokaryoter, såsom bakterier, foregår i cellens cytoplasma. Transskriptionen kan anses for dannelsen af en RNA-arbejdskopi ud fra DNA, hvorefter RNA'et kan bruges til at danne proteiner ud fra; men transskriptionen har dog også andre roller.
Kemisk set er transskriptionen en polymeriseringsreaktion, hvor enkelte nukleotider sammensættes til én lang RNA-streng. Nukleotiderne indsættes med deres 5'-hydroxylgruppe mod starten og deres 3'-hydroxylgruppe mod slutningen af strengen, mens DNA-skabelonen omvendt læses i 3' -5'-retningen; disse retninger kan groft sagt sammenlignes med legoklodsers overside og underside. Reaktionen gennemføres af enzymet RNA polymerase, og anvender den ene af de to strenge i DNA som skabelon (template); denne streng benævnes ofte template-strengen eller skabelonstrengen. Transskription kan opdeles i tre faser; initiation (begyndelse), elongering (forlængelse) og terminering (afslutning), der hver styres af forskellige proteiner og faktorer.

## Transskription i eukaryoter
I eukaryote organismer foregår transskription i cellekernen, mens de fleste af det dannede RNAs funktioner foregår i cytosolen. Derfor er der mulighed for at ændre på RNAet inden det eksporteres, som det i vid udstrækning sker for mRNA i form af posttransskriptionelle modifikationer. Dette betyder at transskription og translation er adskilt i tid og rum.

### RNA polymeraser
I eukaryote organismer findes tre forskellige typer RNA polymerase, der udfører transskription der danner forskellige typer RNA. Alle er store proteiner, der består af 8 til 14 dele/underenheder.
- RNA polymerase I findes i nukleolus i cellekernen, og står for transskription af hovedparten af ribosomalt RNA (rRNA).
- RNA polymerase II findes i kernen, men ikke i nukleolus. Dette enzym står for transskriptionen af messenger-RNA (mRNA), snRNA og enkelte andre små RNA-molekyler.
- RNA polymerase III findes som polymerase II i kernen, men ikke nukleolus. Enzymet står for transskription af transfer-RNA (tRNA) og det mindste af de forskellige rRNA'er.

Da de forskellige typer polymerase danner forskellige typer RNA genkender de forskellige områder af RNA, kaldet promotere, således at de kun danner den slags RNA de skal. 

### Initiering og regulering
Initiering er det første trin i transskriptionen, hvor RNA polymerasen genkender det korrekte sted på DNA-strengen at begynde transskriptionen, skiller DNA-dobbelthelixen ad og begynder at koble nukleotider sammen til et RNA-molekyle. Denne aktivitet er afhængig af dannelsen af et kompleks af flere andre proteiner, der så at sige hjælper polymerasen med at gå i gang. Påvirkning fra forskellige proteiner kan på denne måde styre hvornår eller hvor ofte transskription af et givet gen begynder. Disse påvirkninger kan være styret af hormoner og signalstoffer fra andre celler, eller af cellen selv som respons på dens forhold.

#### Transskriptionsfaktorer og promotere
Promotere er DNA-sekvenser, der signalerer at transskription kan starte her. RNA polymerase kan genkende promotere, og med hjælp fra andre proteiner starte transskription. Den vigtigste hjælp polymerasen får kommer fra transskriptionsfaktorer, proteiner der kan binde til promoteren, polymerasen eller begge dele. For at transskriptionen kan starte, skal der som minimum opbygges et proteinkompleks på promotoren, et såkaldt præinitieringskompleks. Det det kan bl.a. bestå af flere forskellige transskriptionsfaktorer, som kan binde til polymerasen og hjælpe den med at starte transskriptionen.
Hver type polymerase har forskellige krav til en DNA-sekvens for at den kan fungere som promoter for polymerasen; promotere opdeles således i tre klasser, klasse I, klasse II og klasse III, opkaldt efter den polymerase de passer til.
- Klasse I promotere er den mindste og simpleste klasse, som rent faktisk i de fleste arter kun består af en enkelt promoter som findes i alle de gener der transskriberes af RNA polymerase I. Denne promoter består af et kerneelement omkring det sted transskriptionen skal starte, samt et Upstream Promoter Element (UPE), ca. 100-150 basepar før transskriptionens startsted. Afstanden mellem promoterens to dele er afgørende fordi der skal være en bestemt rumlig geometri for de proteiner der binder til dem og hjælper med at starte transskriptionen. Hver af elementerne bindes af en transskriptionsfaktor, og det danner et lille kompleks af proteiner, der assisterer polymerasen så den kan begynde transskriptionen.

- Klasse II promotere har ligesom klasse I promotere et kerneelement og et UPE, men udformningen kan variere mere mellem promotere for forskellige gener. Da klasse II promotere sidder på de gener der giver ophav til proteiner, er der større behov for fleksibilitet i transskriptionsniveauet, så cellen kan producere de proteiner der er brug for i en given situation. Bl.a. derfor er der et væld af transskriptionsfaktorer, så der er masser af muligheder for at regulere transskriptionen ad forskellige veje. Nogle af disse promotorer er det man kalder konstitutivt aktive, dvs. de er konstant klar til transskription; dette gælder promotorer for gener der er helt basale for cellens overlevelse. Klasse II promotorers kerneelement består i rækkefølge af et element der genkender transskriptionsfaktor IIB (B recognition element, BRE), en TATA-boks, en initiator omkring transskriptionens startområde, og et downstream promoter element (DPE) længere henne ad strengen. TATA-boksen, der har konsensussekvensen TATAAA (deraf navnet), fungerer normalt som startsted for samlingen af de transskriptionsfaktorer, der skal hjælpe polymerasen med at starte transskriptionen. Proteinet TBP (TATA-boksbindende protein) binder sig til TATA-boksen, og alle de andre transskriptionsfaktorer vokser så på TBP efterfølgende, og danner et større proteinkompleks. Da dette kompleks har en ret specifik form bestemmer TATA-boksens placering også hvor transskriptionen rent faktisk starter. TBP bøjer DNA'et 80 grader ved TATA-boksen, og man formoder at det hjælper med at "smelte" DNA'et, dvs. skille dobbelthelixen ad – det hænger også godt sammen med sekvensen, fordi de T'er og A'er der udgør TATA-boksen danner svagere basepar mellem DNA-strengene end G og C.[2]

- Klasse III promotere kan opdeles i to grupper; den ene gruppe anvender en mekanisme der ligner klasse II-promotere, men de fleste har en unik udformning. De ligger inde i selve genet, i modsætning til de andre promotere der primært ligger omkring og før transskriptionsstart (genets startpunkt). Det foregår ved at transskriptionsfaktorer, enten TFIIC alene eller sammen med TFIIA, binder til promotorsekvensen, og derefter "videresender" signalet baglæns på DNA-strengen, til transskriptionsfaktoren TFIIB, som sammen med TBP sætter polymerasen i gang med at transskribere genet.[2]

#### Enhancere og transskriptionsaktivatorer
Enhancere er DNA-sekvenser, der kan påvirke aktiviteten for promotere, der kan sidde langt væk på DNA-strengen. Enhancere kan således ikke selv starte transskription, men kan gøre promotere meget mere aktive. For at kunne påvirke transskriptionen så langt væk fra promotoren (ofte på tusinder basepars afstand) kræves det at et langt stykke DNA bliver bøjet tilbage, så transskriptionsinitiationskomplekset ved promoteren kan blive påvirket, typisk ved at få lettere ved at binde til promoteren. Igen udføres denne påvirkning ved at proteiner, der binder til specifikke DNA-sekvenser binder til hinanden; i dette tilfælde proteiner der genkender enhancer-sekvenser, og som kaldes transskriptionsaktivatorer.
En vigtig gruppe af aktivatorer er kernereceptorer, som kan binde hormoner og derefter aktivere transskription. Alle steroidhormoner, og enkelte andre hormoner, fungerer ved at binde til disse receptorer i cellekernen, hvorefter transskriptionen af genet øges.
Andre enhancere kan reagere på andre miljøpåvirkninger; f.eks. har metallothionin-genet, der hjælper celler med at klare sig igennem forgiftning med tungmetaller, adskillige enhancere som kan finregulere transskriptionen alt efter cellens behov.
Abstrakt kan enhancere opfattes som tænd/slukknapper, hvor genet og dets promoter afgør hvor ofte genet transskriberes, på basis af hvilke og hvor mange enhancere der (via aktivatorer) hjælper til. In vitro har man oftest kun undersøgt en enkelt enhancer ad gangen, men man mener at systemet i levende celler er mere komplekst, og at de mange enhancere tilsammen kan udgøre en slags kombinatorisk kode der bestemmer transskriptionsniveauet.

#### Kromatin og histoner
I levende celler flyder DNA'et ikke bare frit rundt. Det er bundet til histonproteiner, som DNA'et vikles omkring; histonerne fungerer som et "stativ", DNA bliver hængt op på. DNA og histoner tilsammen udgør kromatin, og danner en række partikler kaldet nukleosomer. 8 histoner danner en kerne med form som en ishockeypuck, og 147 basepar af DNA'et vikles to gange om den kerne. Nukleosomerne kan derefter foldes i en helix, hvilket sparer en masse plads; uden disse foranstaltninger ville der ikke være plads til så meget DNA i vore celler, som der rent faktisk findes. Men denne tætte pakning af DNA med strukturelle proteiner gør at der ikke er plads til at proteinerne involveret i transskription kan komme til DNA'et. Kromatinets struktur har således en stor rolle at spille i transskriptionen af DNA; DNA'et skal være "foldet ud", før der kan ske transskription.
Kontrollen med om DNA'et er frit eller bundet til histoner sker i vid udstrækning ved kemisk modifikation af histonerne. En gruppe proteiner kaldet histon-acetyltransferaser (HAT) kan koble en acetylgruppe (hovedparten af et eddikesyre-molekyle) på lysin i en af histonernes "hale". Dette ændrer en positivt ladet aminosyre til en neutral amid, og det svækker histonens evne til at binde til DNA, der har en negativt ladet rygrad. Samtidig kan en acetyleret histonhale faktisk være med til at rekruttere transskriptionsfaktorer.
Omvendt findes der også enzymer med den omvendte opgave; at fjerne acetylgrupper fra histoner. De kaldes meget passende histon-deacetylaser, og når de fjerner acetylgrupperne bliver kromatinets struktur igen mere lukket, og transskription bliver sværere at gennemføre.
Både histon-acetyltransferaser og histon-deacetylaser styres ofte af kernereceptorer for hormoner; når receptoren har et hormon bundet aktiveres acetyltransferaser, mens deacetylaser aktiveres når der ikke er hormon bundet.

### Elongering
Elongeringen er den fase af transskriptionen, hvor RNA-strengen syntetiseres ud fra nukleotider. Det første nukleotid i rækken har en fri 5'-hydroxylgruppe, normalt med 3 fosfatgrupper på, og de følgende nukleotider sættes på ved en kondensationsreaktion, hvor den frie 3'-hydroxylgruppe på den anden side af nukleotidet danner en fosfodiesterbinding til det følgende nukleotids 5'-hydroxylgruppe. Det rette nukleotid at indsætte på hver plads udvælges ved at det skal danne et basepar med nukleotidet overfor, på DNA-skabelonen der aflæses.
Elongeringen foregår i det man kalder en transskriptions"boble", hvor RNA polymerasen har skilt ca. 17 basepars DNA ad, for at give plads til det voksende RNA-molekyle og baseparring af nukleotider med DNA'ets skabelonstreng. Efter et nukleotid er sat på indgår det kortvarigt i en dobbelthelix af RNA og DNA, hvorefter det føres frit ud af polymerasens bagside, mens den bevæger sig langs DNA'et. Transskriptionsboblen bevæger sig ca. 17 nanometer i sekundet, hvilket svarer til en transskriptionsrate på 50 nukleotider per sekund; hurtigt, men væsentlig langsommere end replikation af DNA, der foregår med en hastighed på 800 nukleotider per sekund (eller 272 nanometer per sekund).
Når polymerasen bevæger sig langs DNA'et skubber den dobbelthelixen foran sig fra hinanden; det medfører at helixen længere foran polymerasen bliver drejet i det der kaldes overvinding. Det kan sammenlignes med en snoet telefonledning, som man snor nogle ekstra gange; det modsatte er undervinding, hvor man fjerner nogle af de snoninger der var til at starte med. Histoner har dårligere evne til at binde til overvundet DNA, så de histoner der evt. måtte sidde undervejs på et gen vil altså normalt ikke stoppe transskriptionen, men bare hoppe af. Bag polymerasen vil DNA'et igen danne den vanlige dobbelthelix, men det vil her være undervundet, som giver histonerne ekstra evne til at binde her; således tilskyndes histoner fra at hoppe fra DNA'et foran polymerasen til DNA'et bagved.

#### Nuklease-aktivitet
Til forskel fra DNA polymerase har RNA polymerase ingen eller meget begrænset nuklease-aktivitet; dvs. det ikke er i stand til at klippe nukleotider af, hvis det forkerte nukleotid ved en fejl bliver sat på. Det betyder at transskription er langt mindre nøjagtig end replikation af DNA; transskription har ca. en fejl per 104-105 nukleotid, hvilket er 105 gange så mange fejl som ved replikation af DNA. Fejl ved transskription kan lettere tolereres end ved replikation, da RNA kun har kort levetid, i modsætning til DNA der videregives til afkommet. Evolutionen har således sparet den dyre fejlsikring væk ved transskription, da nogle få fejlbehæftede transskripter sjældent giver de store problemer.

### Terminering
Polymerase II-transskriptionens terminering er tæt forbundet med mekanismerne for den modifikation af det dannede pre-mRNA der følger umiddelbart efter transskriptionen. Mens polymerasen er på vej gennem en DNA-region kaldet termineringsregionen kløves det syntetiserede RNA flere gange, hvilket frigør ét langt pre-mRNA samt flere små stykker RNA der hurtigt nedbrydes. Herefter kløves pre-mRNA'et ved et polyadenyleringssite, som senere gennemgår polyadenylering (en del af de posttransskriptionelle modifikationer af pre-mRNA). Polymerasen slipper i denne proces DNA'et, og transskriptionen er slut.

## Transskription i prokaryoter
Prokaryoter har ikke nogen cellekerne, så transskriptionen finder sted i cytosolen. Dette er en stor forskel, fordi det betyder at transskriptionen foregår samme sted som translationen fra RNA til protein; de to processer er i prokaryoter tæt koblet og påvirker hinanden, i modsætning til hos eukaryoter hvor de er skarpt adskilt.

### Initiering og regulering
Til forskel fra eukaryoter har prokaryoter kun en enkelt type RNA polymerase. Derfor findes der kun en type promoter i prokaryoter, og systemet af proteiner der genkender promoteren og hjælper polymerasen med at starte transskriptionen er også simplere end i eukaryoter.
I bakterier er flere gener ofte koblet sammen, og transskriptionen styret af en samlet gruppe kontrolelementer kaldet en operon. Der kan indgå forskellige elementer i en operon, men det typiske er en operator, hvor repressor-proteiner kan binde, samt et bindingssted for aktivator-proteiner. Som navnene antyder fungerer disse til hhv. at slukke eller tænde for transskriptionen, ved at hindre eller fremme initiering. Regulering af initiation sker normalt ved interaktioner med et element af RNA polymerasen kaldet sigma.

#### lac-operonen
Det klassiske eksempel på en operon er lac-operonen, der styrer transskriptionen af en række gener, der danner proteiner involveret i laktose-metabolisme. Foran generne sidder en operator, hvor et repressorprotein kan binde. Når repressorproteinet er bundet, forhindres polymerasen i at afslutte initiationsfasen og overgå til elongering. Repressorproteinet for denne operon bliver fjernet, når der er allolaktose til stede, et molekyle der signalerer at der er laktose til stede. Men selv med repressoren fjernet sker der kun meget begrænset transskription fra lac-operonen; der findes et ekstra kontrolelement. Foran operatoren og promoteren sidder et bindingssted for et aktivatorprotein, der kan hjælpe polymerasen med at binde til promoteren og åbne DNA-helixen. I dette tilfælde hedder proteinet CAP – Katabolit aktivator-protein. Dette protein kan binde cyklisk adenosinmonofosfat (cAMP), et molekyle der i bakterier signalerer energimangel. Så når bakterien ikke har andre energikilder, stiger cAMP-niveauet, så CAP danner et kompleks med cAMP. Det forårsager en ændring af proteinets form, så det kan binde til DNA'et og aktivere transskriptionen.
Bemærk dog at begge "tænd/sluk-knapper" skal være tændt før der sker nævneværdig transskription. Aktivation gør det ikke alene, og manglende repression er heller ikke nok; begge skal være til stede på samme tid. Disse simple mekanismer tillader bakterier en elegant kontrol, så de danner enzymer til at nedbryde laktose til energi når der er laktose til stede, men kun når der ikke er bedre energikilder.

### Elongering
Elongeringen sker, efter initiationen er overstået og polymerasen har forladt promoter-området. Den enzymatiske opgave der skal løses er at danne fosfodiesterbindinger, og til dette anvender polymerasen et aktivt site, der indeholder to magnesium-ioner. Disse to positivt ladede ioner holdes på plads af tre negativt ladede asparaginsyre-rester i polymerasen; en vital aminosyresekvens på NADFDGD er fundet i alle prokaryote RNA polymeraser man har undersøgt. Resten af polymerasen har funktioner såsom at holde fast på DNA'et undervejs i elongeringen; polymerasens er ofte beskrevet som en "sliding clamp", dvs. en klemme der glider hen ad DNA'et. Fordi DNA-helixen er snoet som en telefonledning dannes der supercoiling af DNA'et ved denne bevægelse; andre enzymer kaldet topoisomeraser er nødvendige for at fjerne de supercoils, så polymerasen kan fortsætte transskriptionen.

### Terminering
Mekanismen for terminering er væsentlig bedre karakteriseret i prokaryoter end i eukaryoter. Allerede i 1969 var de første forsøg i gang, der mundede ud i forståelse af prokaryoters måde at slutte transskriptionsprocessen. Man eksperimenterede med et protein, der tilsyneladende sænkede RNA polymerases evne til at transskribere. Dette protein blev kendt som rho (det græske bogstav ρ)

#### Rho-medieret terminering
Kort efter initiation binder rho sig til den voksende RNA-kæde. Herefter begynder det at bevæge sig fremad langs kæden. Energien til at flytte proteinet langs kæden kommer fra nedbrydning af ATP til ADP, en reaktion alle rho's 6 subunits kan katalysere. Rho forfølger RNA polymerasen, indtil denne bliver bremset i en terminator-region på DNA'et. Når rho indhenter polymerasen fungerer den som en RNA-DNA helicase, der skiller RNA fra DNA så transskriptionen stopper. Den DNA-region der bremser polymerasen indeholder en sekvens, der kan danne en hairpin-struktur; sekvensen får et område af RNA'et lige bagved polymerasen til at folde sig sammen, hvilket polymerasen har svært ved at overkomme og bevæge sig videre ad DNA'et.

#### Rho-uafhængig terminering
Ligesom rho-medieret terminering anvender rho-uafhængig terminering terminator-regioner, med sekvenser der kan danne hairpin-strukturer. I denne type terminering anvendes blot ikke et protein til at skille RNA fra DNA, det sker automatisk. Årsagen til at det kan ske automatisk er at sekvensen efter hairpin-strukturen på RNA'et er en række U-er, som danner usædvanligt svage basepar til DNA'et. RNA-kæden falder derfor af DNA'et af sig selv.

## Historie og molekylærbiologiens centrale dogme
Et molekyle der kunne fungere som mellemled mellem gener og proteiner blev først foreslået af François Jacob og Jacques Monod. RNA polymeraser blev opdaget i flere organismer omkring 1960-61, samtidig med at Jacob og Monod opdagede den første operon, og i 1965 blev syntese af RNA af RNA polymerase opdaget in vitro. I 1969 blev de polypeptider der udgør RNA polymerasen i E. coli identificeret ved SDS-PAGE, og herefter begyndte forskningen i RNA polymerasernes udformning og funktionalitet for alvor. I midten af 1970erne opdagede Roger David Kornberg histon-proteinerne i kromatin. Senere opdagede han ved røntgenkrystallografi eukaryote polymerasers struktur, kombineret med mange af de faktorer der medvirker i transskriptionens initiering. For disse opdagelser vandt han Nobelprisen i kemi i 2006.

### Molekylærbiologiens centrale dogme
Molekylærbiologiens centrale dogme (egentlig en videnskabelig hypotese) blev formuleret i 1958 af Francis Crick, der havde været med til at opdage DNA's struktur 5 år tidligere. Dogmet fastslår at information i naturen kun kan flyde fra nukleinsyrer til nukleinsyrer og fra nukleinsyre til protein; information kan ikke flyde fra protein til protein, eller fra protein til nukleinsyre. I de tidlige fortolkninger af dogmet kunne information heller ikke flyde fra DNA til protein, fra RNA til RNA eller fra RNA til DNA; senere opdagelser har dog vist nogle specielle undtagelser fra disse tilfælde, eksempelvis revers transskription (fra RNA til DNA).
Transskription udgør sammen med replikation og translation de tre klassiske informationsstrømme kendt fra det centrale dogme.

## Eksterne links
- Animation af transskription af W. H. Freeman (www.sumanasinc.com). Hentet 5. november 2021. (engelsk)
- Interaktiv Java-simulation af initiationsfasen Arkiveret 22. juli 2011 hos  Wayback Machine fra Center for Models of Life Arkiveret 9. august 2011 hos  Wayback Machine, Niels Bohr Institutet. (engelsk)
- Animation af transskriptionsprocessen af Arman Hossain. YouTube. Hentet 5. november 2021. (engelsk)